# EP7
Albums de Autechre
Peel Session
(1999) Splitrmx12
(1999)
EP7 est un EP du groupe anglais de musique électronique Autechre, sorti sur le label Warp Records en 1999.
Le groupe classe EP7 comme un EP, bien qu'il soit assez long pour pouvoir mériter le titre d'album.

## Liste des titres

### Vinyle
Sur format vinyle, EP7 est édité sous deux disques séparés, intitulés EP7.1 et EP7.2.
- EP7.1 :
  1. Rpeg (6:00)
  2. Ccec (4:59)
  3. Squeller (4:37)
  4. Left blank (6:40)
  5. Outpt (7:12)
- EP7.2
  1.  Dropp (3:16)
  2. Liccflii (4:57)
  3. Maphive 6.1 (8:18)
  4. Zeiss Contarex (6:33)
  5. Netlon Sentinel (4:06)
  6. Pir (3:31)

### CD
La version originale du CD, distribuée au Royaume-Uni, contient une « piste 0 » additionnelle cachée dans le prégap. Cette piste sans nom se déroule de -9:47 à -3:00 et est suivie de trois minutes de silence. Pour pouvoir l'entendre, il est nécessaire de revenir en arrière à partir de la piste 1 ; cependant, certains lecteurs sont incapables d'effectuer cette opération et d'autres n'arrivent pas à lire la piste 1 à cause de son existence. La piste 0 n'est pas présente sur l'édition américaine d'EP7.
1. [Piste cachée, sans nom] (9:47, dont 6:47 de musique et 3:00 de silence)
2. Rpeg (6:00)
3. Ccec (4:59)
4. Squeller (4:37)
5. Left blank (6:40)
6. Outpt (7:12)
7. Dropp (3:16)
8. Liccflii (4:57)
9. Maphive 6.1 (8:18)
10. Zeiss Contarex (6:33)
11. Netlon Sentinel (4:06)
12. Pir (3:31)